# August Sicard von Sicardsburg
August Sicard von Sicardsburg (Pest vagy Buda, 1813. december 6. – Weidling bei Wien, 1868. június 11.) (gyakran August Siccard von Siccardsburgként említik) osztrák építész, a Wiener Staatsoper egyik tervezője.

## Életpályája
Bár Magyarországon született (egyes források szerint Budán, mások szerint Pesten). Bécsben végezte tanulmányait, majd a bécsi műegyetemen lett tanársegéd mestere, Peter von Nobile mellett. 1843-tól a bécsi egyetem professzora volt.

## Főműve
Eduard van der Nüll építész társaságában eredményesen pályázott a bécsi Staatsoper felépítésére (1861- 1869). Az épület megnyitását már ő sem érte meg - van der Nüll 1868-ban öngyilkos lett, Sicardsburg pedig nem sokkal ezután szívrohamban elhunyt.

## Emlékezete
- Mauzóleuma a grinzingi temetőben található.
- Utcát neveztek el róla Bécs Favoriten nevű kerületében.

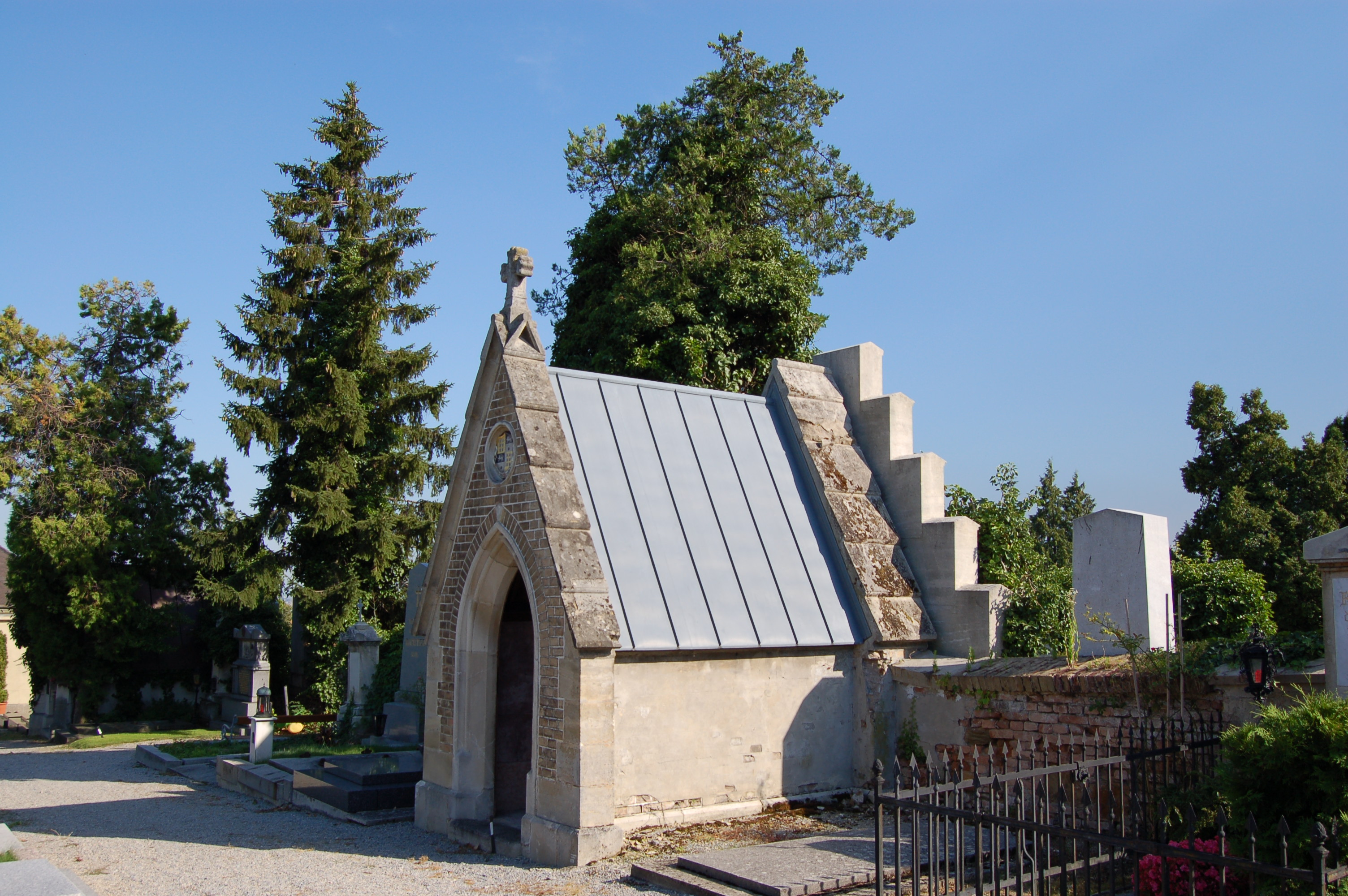
August Sicard von Sicardsburg mauzóleuma a grinzingi temetőben